# Thanamandi
Thanamandi è una città dell'India di 3.478 abitanti, situata nel distretto di Rajouri, nel territorio del Jammu e Kashmir. In base al numero di abitanti la città rientra nella classe VI (meno di 5.000 persone).

## Geografia fisica
La città è situata a 33° 32' 60 N e 74° 22' 60 E e ha un'altitudine di 1.724 m s.l.m..

## Società

### Evoluzione demografica
Al censimento del 2001 la popolazione di Thanamandi assommava a 3.478 persone, delle quali 1.855 maschi e 1.623 femmine. I bambini di età inferiore o uguale ai sei anni assommavano a 412, dei quali 231 maschi e 181 femmine. Infine, coloro che erano in grado di saper almeno leggere e scrivere erano 2.072, dei quali 1.272 maschi e 800 femmine.